# Karpowo
Karpowo [karˈpɔvɔ] (German Kerpen) là một ngôi làng thuộc khu hành chính của Gmina Zalewo, thuộc hạt Iława, Warmian-Masurian Voivodeship, ở miền bắc Ba Lan. Nó nằm khoảng 11 kilômét (7 mi)   phía nam Zalewo, 18 km (11 mi) phía bắc Iława và 58 km (36 mi) về phía tây của thủ đô khu vực Olsztyn.